# 菩薩瓔珞本業経
『菩薩瓔珞本業経』（ぼさつようらくほんごうきょう、ぼさつようらくほんぎょうきょう）は『瓔珞経』（ようらくきょう）とも略称し、上下2巻から成り、大正新脩大蔵経律部に収録されている。この経は480–500年頃、中国南朝で成立した偽経と推測され、菩薩が守るべき修行の指針を説いた経で、中国・日本の仏教に大きな影響を与えたとされる。

## 概要
中国では、外来宗教だった仏教が道教に対し隆盛となり、釈道安の批判もあり、格義仏教から脱却して仏典を独自に研究する時代になると、教義の追求が行われるようになった。中国仏教の特徴とされ、修行の指針とされる菩薩階位説は、『菩薩瓔珞本業経』が嚆矢とされている。
ほぼ同時代の偽経とされる『仁王般若経』・『梵網経』では「三種（の）性（三十心）」と「『華厳経』系の十地説」とを併せた階位説が展開され、『菩薩瓔珞本業経』はこれらを整理し、『華厳経』の用語を用いて、
十住・
十行・十廻向・十地・等覚地・妙覚地の42の階位がたてられている。天台大師智顗は、これを『菩薩瓔珞本業経』の当該説の前段階にある常行十心とを併せて52位とした。
蕭子良またはその著述が、『菩薩瓔珞本業経』の編纂になんらかの関与をなした可能性が示唆されたこともあったが、研究者逝去の為これの追及は頓挫している。

## 注・出典
1. ↑   SATデータベース／菩薩瓔珞本業経巻上・巻下 姚秦涼州沙門竺佛念譯（T1485_.24.1010b04 - 1023a10）
2. ↑  船山徹*「偽経『梵網経」成立の諸問題』 仏教史学研究 39(1) 仏教史学会 1996-10 p.54-78 国立国会図書館デジタルコレクション p.70、* 1961年生 京都大学 人文科学研究所 文化構成研究部門 教授（2000年から） 専門は仏教学。
3. ↑  「格義仏教では仏教本来の思想を正しく理解することが困難であり、仏教の理解には仏教本来の解釈によらなければならない」（Wikipedia「釈道安」記事より）
4. ↑  水野荘平*『五十二位の菩薩階位説の成立について』pdf P.776、*愛知学院大学 文学部 非常勤講師
5. ↑  発心住、治地心住、修行心住、生貴心住、方便心住、正心住、不退心住、童真心住、法王子心住、灌頂心住（SATデータベース／T1485_.24.1013a15 - 1013a18）
6. ↑  歓喜心行、饒益心行、無瞋恨心行、無尽心行、離癡乱心行、善現心行、無着心行、尊重心行、善法心行、真実心行（T1485_.24.1013b26 – 1013b29）
7. ↑  救護一切衆生離相廻向心、不壊廻向心、等一切仏廻向心、至一切処廻向心、無尽功徳蔵廻向心、随順平等善根廻向心、随順等観一切衆生廻向心、如相廻向心、無縛解脱廻向心、法界無量廻向心（T1485_.24.1014a09 – 1014a14）
8. ↑  『華厳経』の説く法雲地・善想地・不動地・遠行地・現前地・難勝地・焔光地・発光地・離垢地・歓喜地
9. ↑  信心・念心・精進心・慧心・定心・不退心・廻向心・護心・戒心・願心（T1485_.24.1011c04 - 1011c05）
10. ↑  水野荘平『五十二位の菩薩階位説の成立について』P.775
11. ↑  藤谷昌紀*「『瓔珞経』と蕭子良の『浄行優婆塞経』」印度學佛教學研究 53巻 1号 2004年p.205-207、*（ふじたにまさのり、2007年大谷大学講師、1965年生 - 2012年没＜大谷大学同窓会報誌［無盡燈］No.138 p.10